# 네팔 공산당 (통합 사회주의)
네팔 공산당 (통합 사회주의)(영어: Communist Party of Nepal (Unified Socialist))는 네팔의 정당이다. 네팔의 총리직을 역임한 마다브 쿠마르 네팔이 2021년 네팔 공산당 (통합 마르크스-레닌주의)에서 이탈하여 창설하였으며 제35대 총리이던 잘라 나트 카날이 부대표를 맡았다. 2023년 기준 정당연합인 사회주의 전선을 이끌고 있다.